# Adicción a los carbohidratos

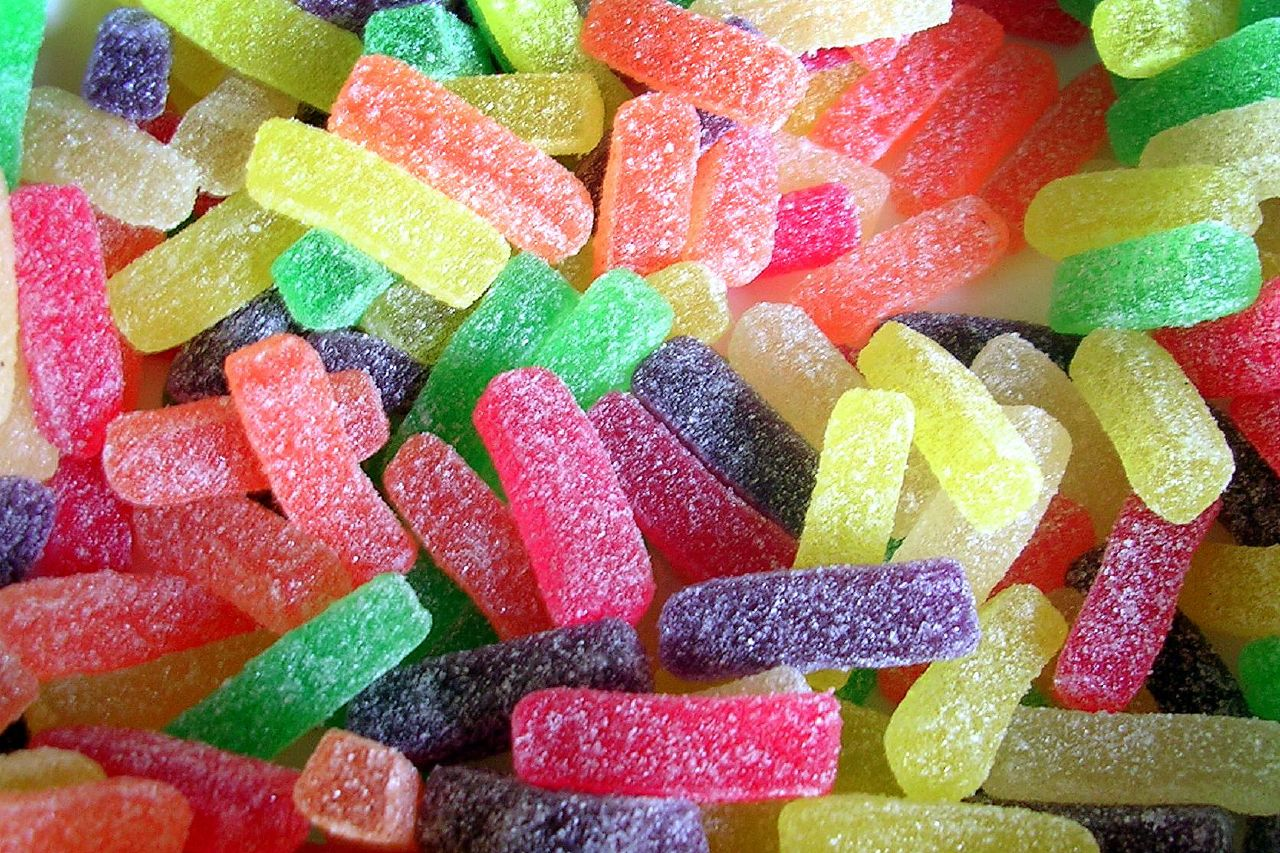
Gominolas

La adicción a los carbohidratos es un trastorno alimenticio que se manifiesta por un comportamiento anormal en la alimentación. Es una adicción que hace una necesidad el ingerir alimentos ricos en carbohidratos para sentir satisfacción y bienestar momentáneo. En el metabolismo de los carbohidratos el cerebro necesita un aporte continuo de glucosa, para su funcionamiento normal, el acto de disfrutar de algo, es controlado por medio de las actividades del prosencéfalo y el tronco cerebral.

## Consecuencias
El aporte energético alto en la alimentación diaria influye en el aumento de peso (obesidad), lo cual es un factor importante para el desarrollo temprano de la diabetes, hipertensión, enfermedades cardiacas, síndrome metabólico, hipertrigliceridemia, etc.

## Tratamiento
La abstinencia total carbohidratos representa inconvenientes para el ser humano, son una fuente de energía saludable para el organismo y es recomendable recurrir a su dietista-nutricionista para mantener una dieta equilibrada, no obstante el organismo puede producir glucosa a través del proceso de cetosis (cetonas) o el proceso de neoglucogenesis (a través de aminoácidos). Los hidratos de carbono  son un nutriente esencial y  no existen miles de personas alrededor del mundo que viven de forma plenamente saludable sin consumirlos durante largos periodos de meses e incluso años (dieta cetogenica). Visitar a un psicólogo sería una buena forma de mejorar la conducta compulsiva, manejo de estrés, control de la ansiedad, y solo en algunos casos se requiere de tratamiento farmacológico.
Estudios afirman que una dieta rica en proteínas puede ayudar a mitigar la ansiedad por carbohidratos y además acelera el metabolismo, lo cual puede contribuir a disminuir el peso corporal.